# Epocă (geologie)
O epocă în geologie este o subdiviziune a unei perioade pe scara timpului geologic care este mai lungă decât o vârstă, dar mai scurtă decât o perioadă. Epoca actuală este epoca Holocen din perioada Cuaternar. 